# Dysalotosaurus
Dysalotosaurus ("lagarto incapturável") é um gênero de dinossauro iguanodontiano herbívoro. Era um dryossaurídeo, e seus fósseis foram encontrados em rochas do final do período Kimmeridgiano (Jurássico Superior) da Formação Tendaguru, na região de Lindi, na Tanzânia. O tipo e única espécie do gênero é D. lettowvorbecki. Esta espécie foi nomeada por Hans Virchow em 1919 em homenagem ao oficial do Exército Imperial Alemão, Paul von Lettow-Vorbeck.  Durante grande parte do século XX, a espécie foi referida ao gênero relacionado e aproximadamente contemporâneo Dryosaurus, mas estudos mais recentes rejeitam essa sinonímia.

## Descoberta
Milhares de ossos e fragmentos de ossos de Dysalotosaurus foram recuperados da Formação Tendaguru na Tanzânia, África, desde 1909; os espécimes descritos por Hans Virchow (1919) foram descobertos entre 1909 e 1913.  Foi sugerido que todos esses espécimes faziam parte de um bando que foi morto em um evento de morte em massa. O gênero foi nomeado por Hans Virchow em 1919, em oposição a Josef Felix Pompeckj (1920), que é frequentemente citado incorretamente como nomeando o gênero.

## Descrição

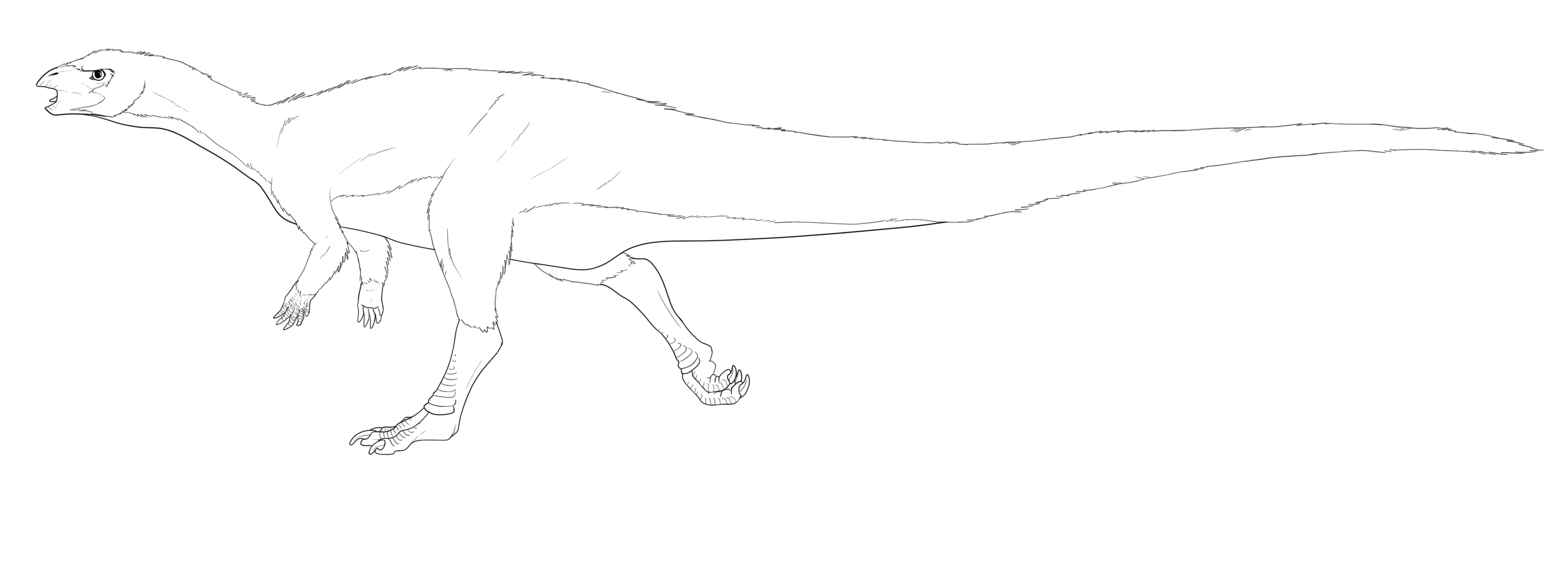
Ilustração de um Dysalotosaurus

O Dysalotosaurus era um ornitópode iguanodontiano pequeno e relativamente basal. Não possuía as grandes pontas dos polegares encontradas em iguanodontianos posteriores e era mais adaptado ao bipedalismo do que seus parentes maiores, com seus membros anteriores curtos e cauda longa e contrabalanceada. O Dysalotosaurus possuía membros posteriores poderosos e longos, sugerindo que era relativamente rápido em comparação com o Iguanodon e outros membros do clado. Um estudo comparativo recente baseado na geometria transversal óssea confirmou sua locomoção bípede com postura ereta.

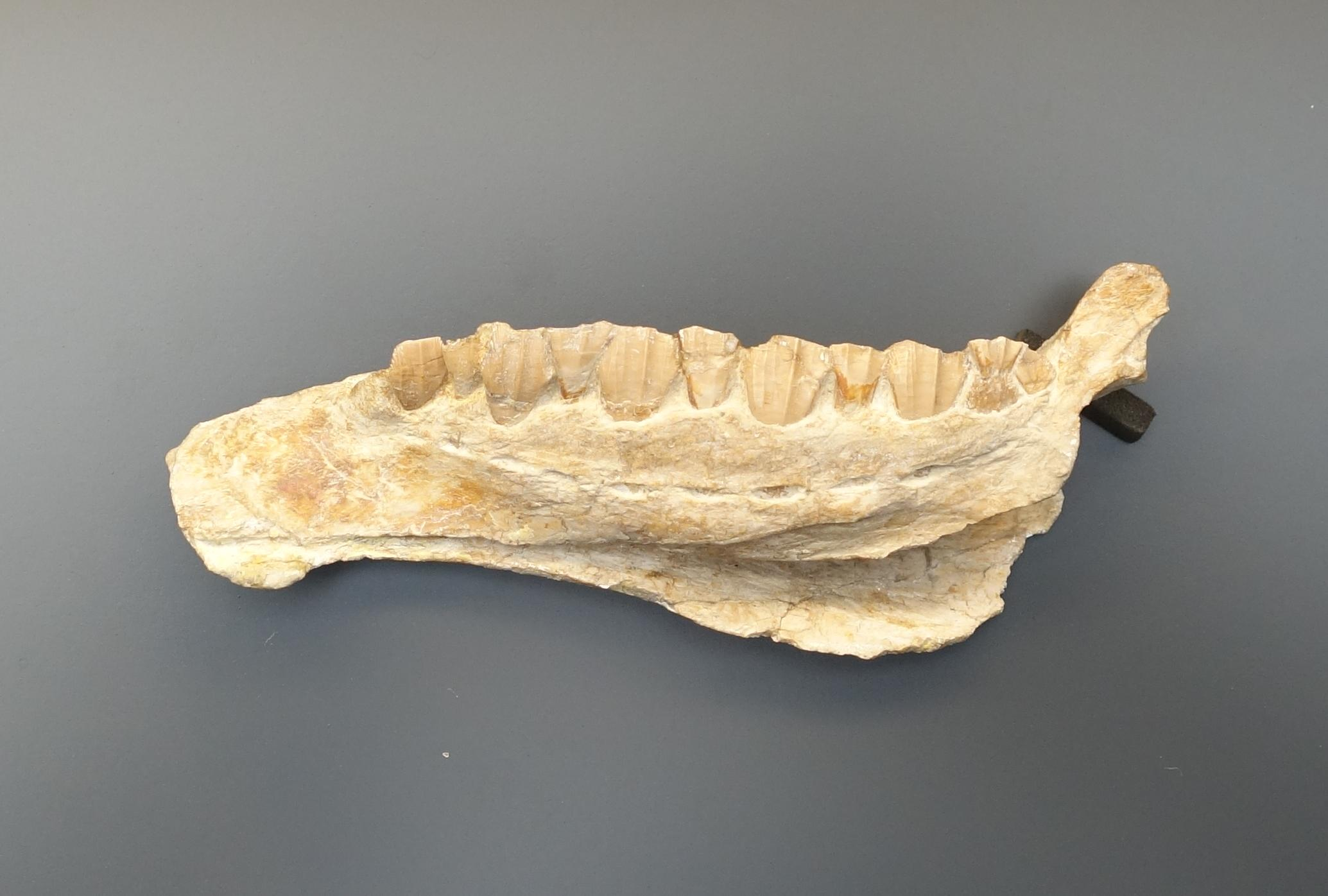
Mandíbula inferior

Com base em tomografias computadorizadas da caixa craniana, acredita-se que o Dysalotosaurus mantinha a cabeça dorsalmente (apontando para a frente) quando não estava se alimentando. O mesmo estudo também sugeriu, com base na morfologia do ouvido interno, que o Dysalotosaurus não era capaz de discernir entre sons de alta e baixa frequência (como a maioria dos dinossauros herbívoros). No entanto, ele também possuía outras adaptações comumente associadas a habilidades auditivas derivadas, tornando suas capacidades sensoriais obscuras.
Em 2016, Gregory S. Paul estimou o comprimento do Dysalotosaurus em 2,5 metros e seu peso em 80 quilos.

## Paleobiologia

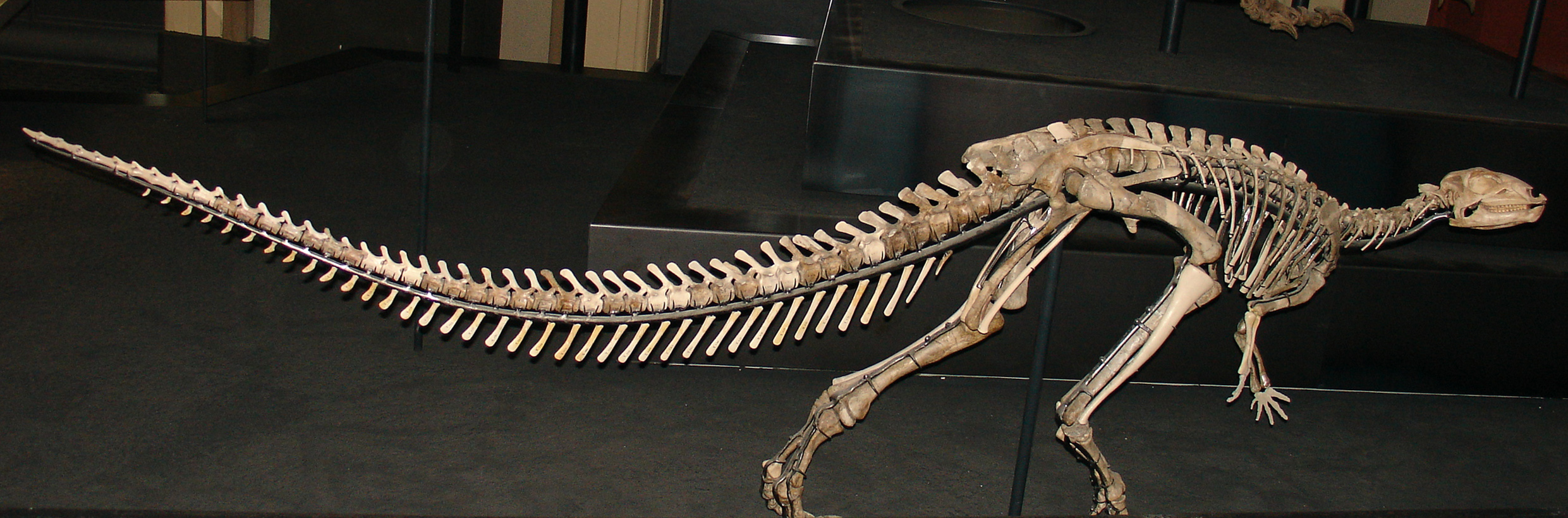
Vista lateral do esqueleto

### Ontogenia
Vários espécimes de Dysalotosaurus são conhecidos, todos representando animais que ainda não eram sexualmente maduros no momento de suas mortes. Estudos ontogenéticos demonstram tendências típicas de envelhecimento, como alongamento do focinho e encolhimento relativo da órbita. Diferenças na dentição à medida que os animais envelheciam também sugerem uma mudança de uma dieta onívora no início da vida para hábitos alimentares totalmente herbívoros na idade adulta.

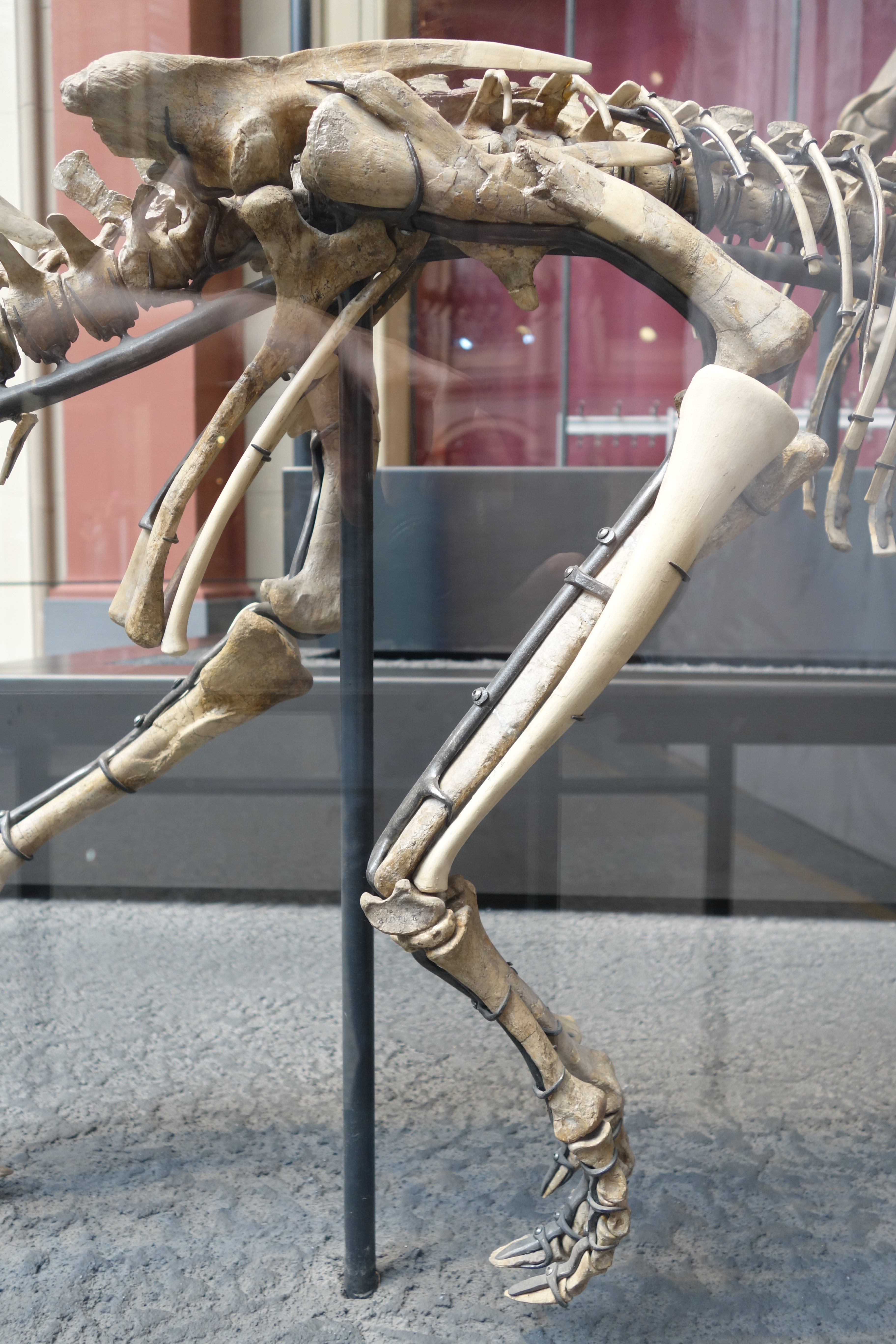
Detalhe da região pélvica

O Dysalotosaurus também parece ter tido uma expectativa de vida de aproximadamente vinte anos e vivido em rebanhos de idades variadas Era um dinossauro precoce que atingia a maturidade sexual aos dez anos de idade, apresentava um padrão de crescimento indeterminado e taxas máximas de crescimento comparáveis às de um canguru grande. Uma tíbia (SMNS T3) e uma fíbula (GPIT/RE/5109) do Dysalotosaurus preservam evidências de tecido ósseo medular, encontrados em aves modernas que põem ovos durante a reprodução e em alguns outros dinossauros não aviários, como o Tyrannosaurus rex.

### Paleopatologia
Em 2011, os paleontólogos Florian Witzmann e Oliver Hampe, do Museu de História Natural, e colegas descobriram que deformações em alguns ossos de Dysalotosaurus eram provavelmente causadas por uma infecção viral semelhante à doença óssea de Paget. Esta é a evidência mais antiga de infecção viral conhecida pela ciência.
A descoberta de uma hemivértebra (malformação da coluna vertebral) em outro espécime provavelmente causou escoliose e outros efeitos patológicos no animal durante sua vida.